# Großer Wilder
Der Große Wilde ist ein 2379 m ü. NHN hoher Berg in den Allgäuer Alpen.
Man unterscheidet bei ihm den Hauptgipfel (Mittelgipfel, 2379 m ü. NHN), den Nebengipfel Hinterer Wilder (Südgipfel, 2359 m ü. NHN) und eine nördliche Kammerhebung (Nordgipfel, 2370 m ü. NHN). Nach Westen fällt der Große Wilde als eindrucksvolle Felsmauer zum Wildenfeld hinab. Der Gipfel wurde schon früh durch Einheimische begangen und erfordert auch auf dem einfachsten Anstieg Klettergewandtheit und Erfahrung im weglosen Schrofengelände. Sehr beliebt ist dabei der Aufstieg vom Himmelecksattel über den Nordgrat zum Nordgipfel und die anschließende Überschreitung zum Südgipfel mit Abstieg zur Wildenfeldscharte. Der Fels der mittelschweren Anstiege ist durchwegs brüchig.

## Anstiege
Nordgrat
- Schwierigkeit: II
- Zeitaufwand: 1 1/4 Stunden
- Ausgangspunkt: Himmelecksattel
- Erstersteiger: Hermann v. Barth, 1869

Durch die Gamswanne
- Schwierigkeit: I+
- Zeitaufwand: 1 1/2 Stunden
- Ausgangspunkt: Himmelecksattel
- Erstersteiger: unbekannt

Westwand des Südgipfels
- Schwierigkeit: VI-
- Zeitaufwand: 3 Stunden
- Ausgangspunkt: Wildenfeld
- Erstersteiger: O. Huber, Ph. Risch, 1926
- Bemerkung: selten begangen

Südgipfel von Wildenscharte
- Schwierigkeit: I+
- Zeitaufwand: 3/4 Stunde
- Ausgangspunkt: Wildenfeldscharte
- Erstersteiger: unbekannt
- Bemerkung: besonders im Abstieg schwierige Orientierung

## Skibergsteigen
Der Große Wilde ist ein beliebtes, wenn auch anspruchsvolles Ziel für Skibergsteiger.
Während der Anstieg von Hinterhornbach auch im Hochwinter begangen wird, werden die Anstiege aus dem Ostrachtal durch die Gamswanne, sowie der Anstieg von Oberstdorf über die Wildenfeldscharte meist erst im Frühjahr durchgeführt.
Sie gelten im Allgäu als typische Saisonsabschlusstouren.

## Bilder

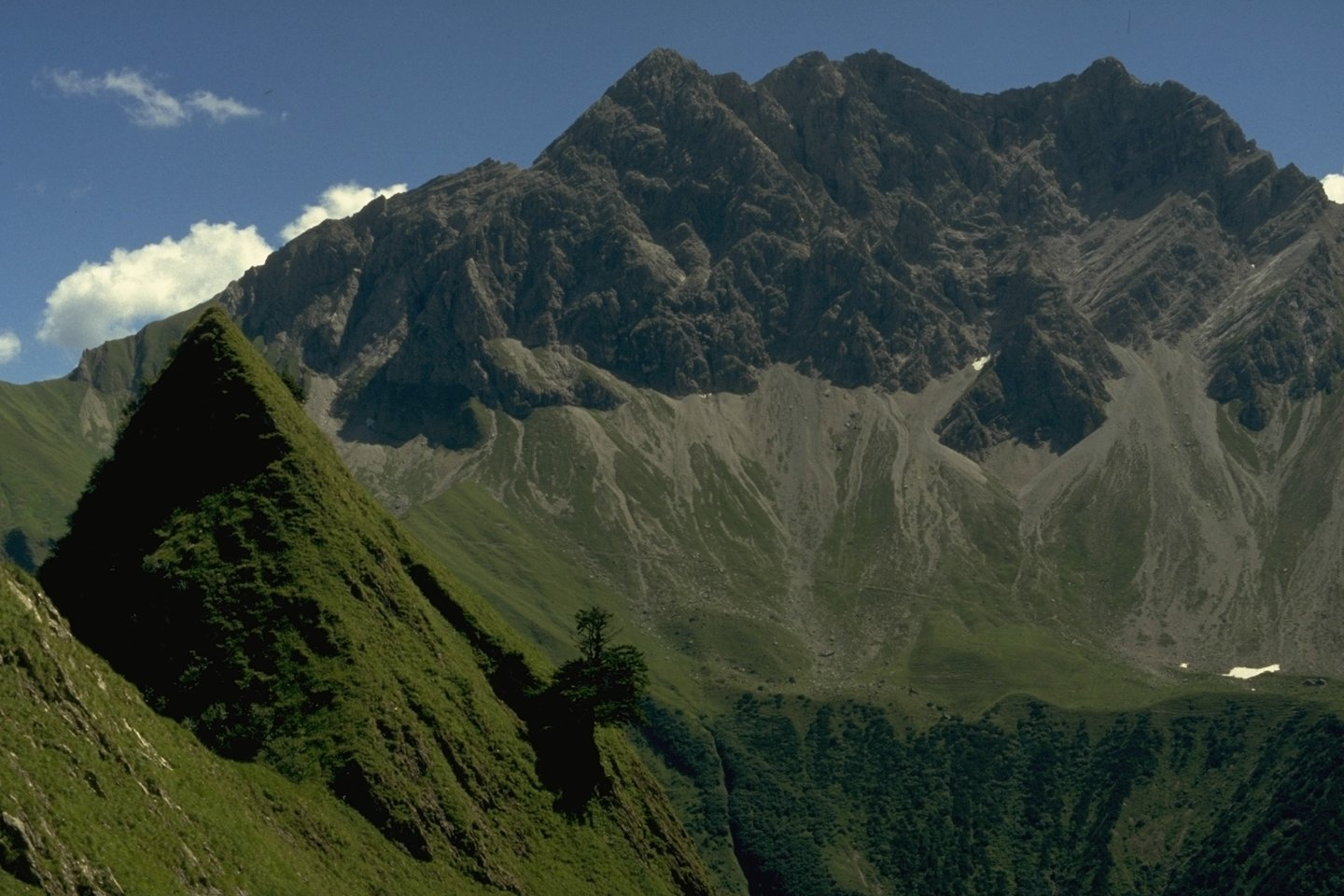
Großer Wilder vom Stiegele
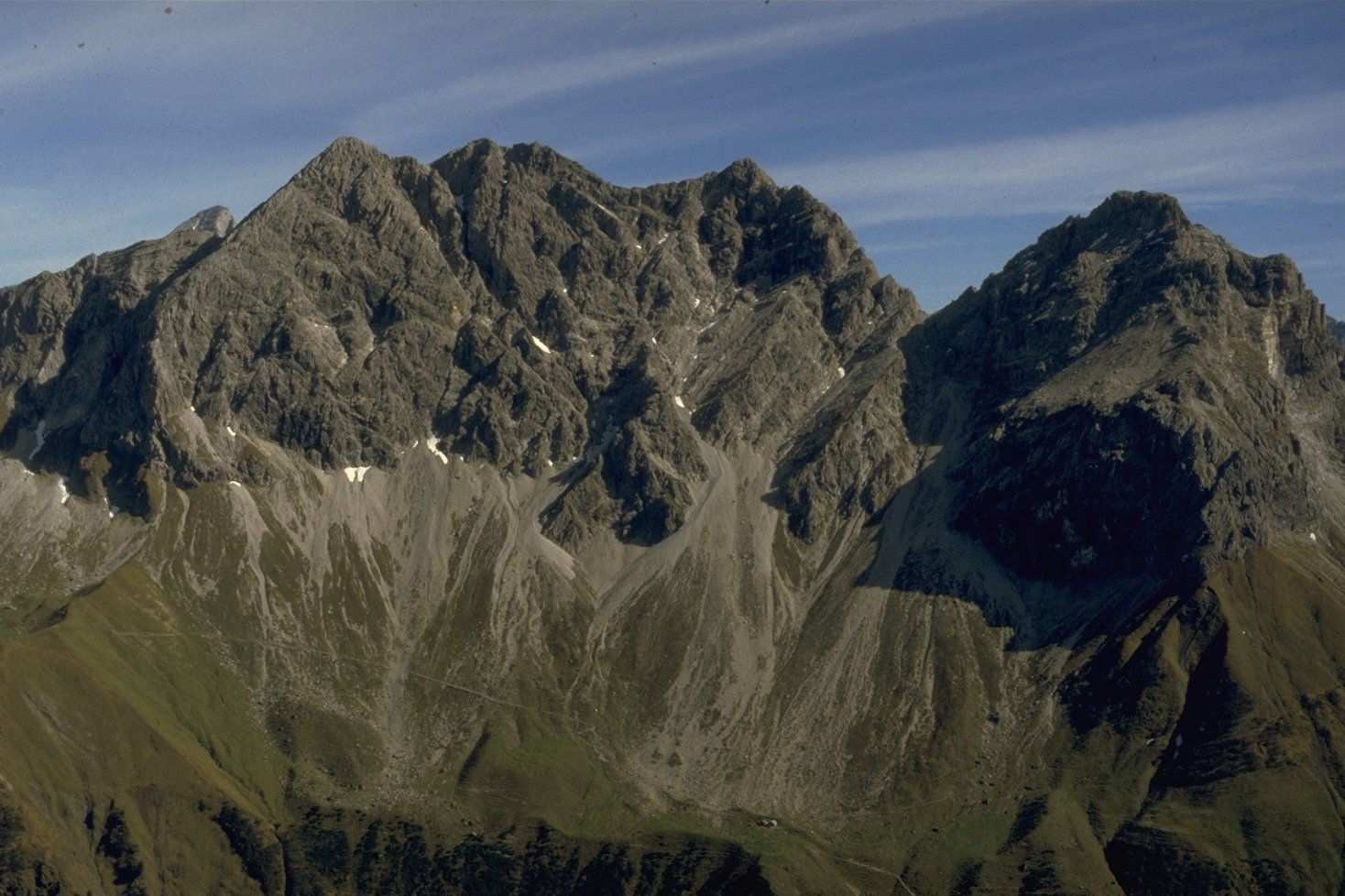
Großer Wilder (links) und Kleiner Wilder vom Gipfel der Kleinen Höfats
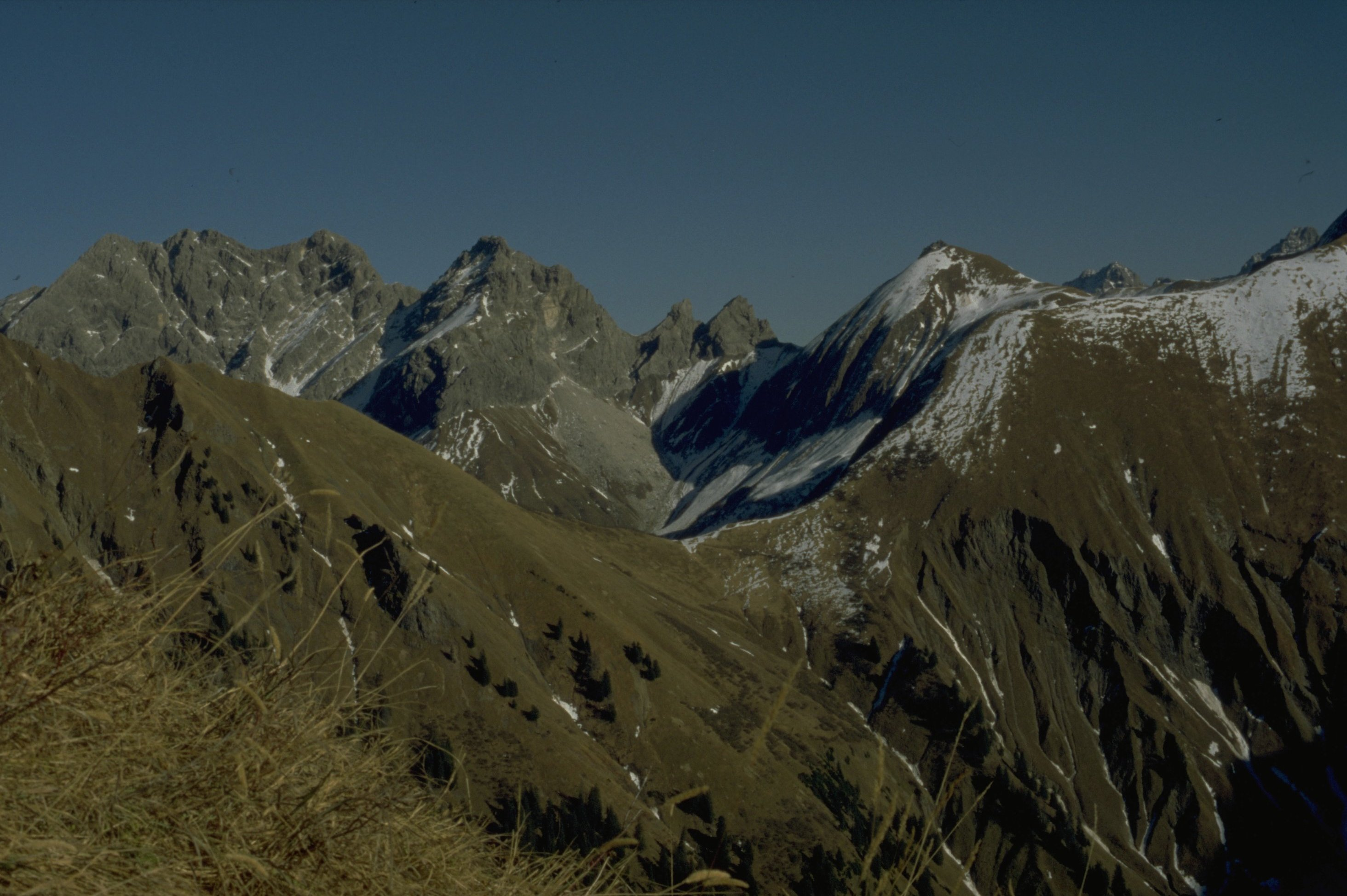
Von links: Großer Wilder, Kleiner Wilder, Höllhörner und Jochspitze vom Kegelkopf